# شاخص لی که چیانگ
شاخص لی که چیانگ یا شاخص که چیانگ (چینی: 克强指数) یک شاخص اندازه‌گیری اقتصادی است که توسط اکونومیست در سال ۲۰۱۰ برای بررسی اقتصاد چین و با استفاده از سه شاخص ایجاد شد. این شاخص طبق گزارش‌های لی که چیانگ، نخست‌وزیر سابق چین، به عنوان یک شاخص اقتصادی بهتر از اعداد رسمی تولید ناخالص داخلی ترجیح داده می‌شود.
بر اساس یکی از اسناد فاش شدهٔ وزارت امور خارجه، لی که چیانگ (که در آن زمان دبیر کمیتهٔ حزب کمونیست چین در استان لیاونینگ بود) در سال ۲۰۰۷ به کلارک رانت سفیر وقت ایالات متحده گفت که ارقام تولید ناخالص داخلی در لیاونینگ قابل اعتماد نیستند و او خود از سه شاخص دیگر استفاده می‌کند: تناژ بار راه‌آهن، مصرف انرژی برق و وام بانک‌ها.
«شاخص که چیانگ» در سال ۲۰۱۳ نیز توسط هایتونگ سکوریتیز منتشر شد که نشان‌دهندهٔ کاهش رشد اقتصادی چین از ابتدای سال ۲۰۱۳ است.